# 電的流體理論
電的流體理論假定，電磁學裡的各種現象可以用電流體來表述。在十八世紀，雙流體理論與單流體理論是兩種著名的流體理論。

## 雙流體理論

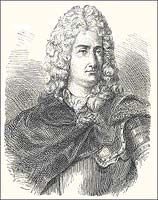
查爾斯·篤費

查爾斯·篤費做實驗於1733年發現，假若被絲綢摩擦後的玻璃對於帶電的金葉片呈現出排斥的現象，則被羊毛摩擦後的琥珀會對這帶電的金葉片呈現出吸引的現象。他從這結果與很多類似的實驗結果推斷，大自然有兩種不同的「電」。進一步實驗揭露，帶電玻璃會排斥帶電玻璃，任何從帶電玻璃獲得電的物體也會排斥帶電玻璃，帶電琥珀會吸引帶電玻璃，任何從帶電琥珀獲得電的物體也會吸引帶電玻璃。篤費稱由絲綢摩擦玻璃生成的電為玻璃電，而由由羊毛摩擦琥珀生成的電為樹脂電:484-5通過摩擦的動作可以將這兩種電分離， 通過合併的動作可以相互中和對方。這「雙流體理論」對於電現象首次給出解釋:20。稍後，美國科學家埃柏奈澤·肯納斯理也獨立獲得相同的結論:118。

## 單流體理論

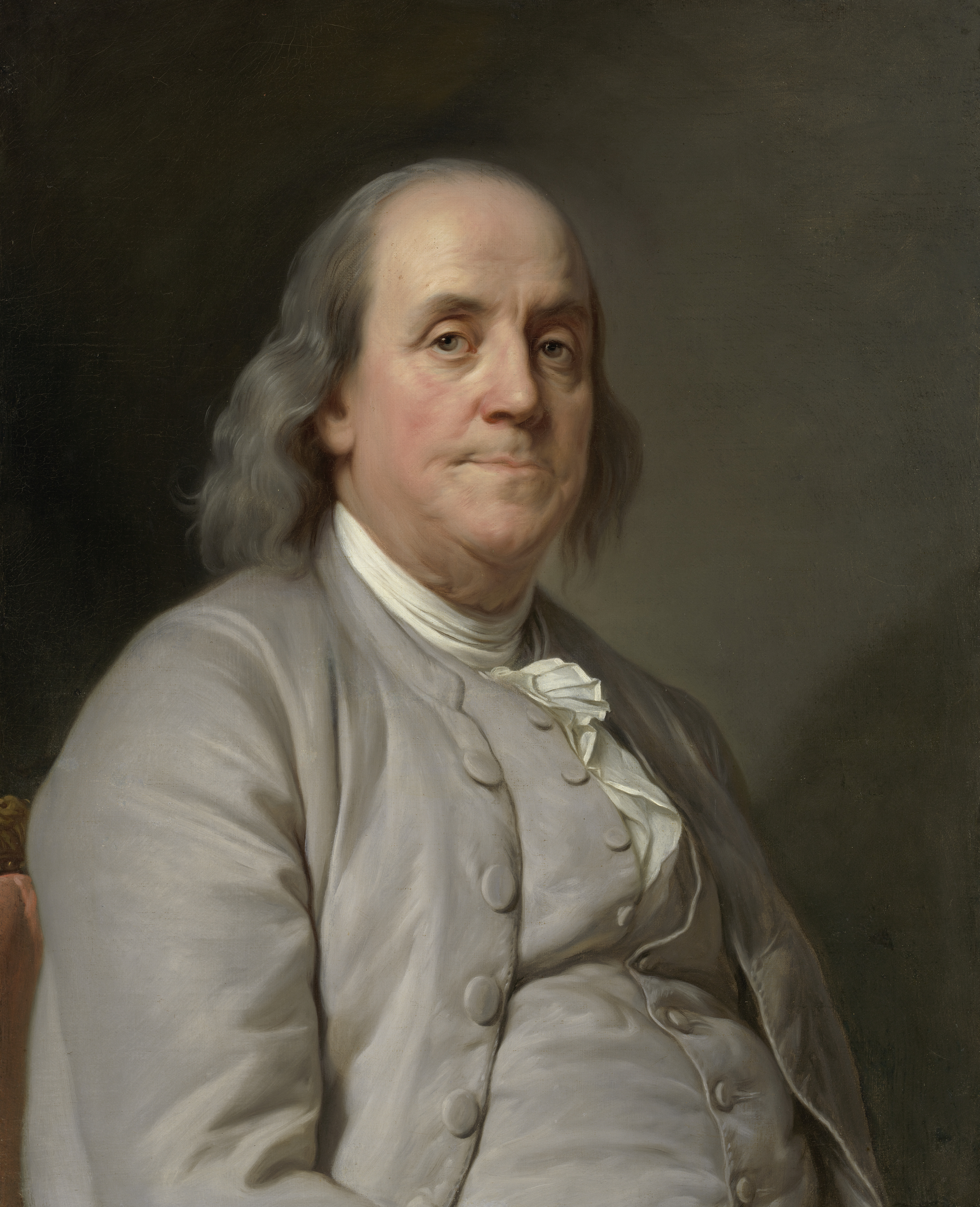
本杰明·富兰克林

1747年，美國學者本杰明·富兰克林做電實驗發現，當摩擦玻璃時，玻璃會獲得一些電，而摩擦者則會失去一些電，在摩擦的過程中，並不會生成任何電，只會從摩擦者轉移一些電到玻璃，整個孤立系統的總電量不會改變。為了解釋類似這般的電現象，他想出一種「單流體理論」，其表明，電現象是源自於一種既看不見又無重量的流體所產生的作用，這種電流體瀰漫於物體裡，假若某物體因為擁有其自然數量的電流體而沒有顯示出電現象，則稱此物體為「電中性」。假若某物體擁有多過自然數量的電流體，則稱此物體「帶正電」，少於自然數量的電流體，則稱此物體「帶負電」。假設兩個分別帶正電與帶負電的物體相互接觸到對方，則帶正電物體的電流體就會流往帶負電物體。電流體的這種重新分布規定了流動方向，其與後來觀測到的電子流動方向正好相反。在富蘭克林的「單流體理論」裡的電流體就是在篤費的雙流體理論裡的玻璃電，而琥珀電則是玻璃電的欠缺。富蘭克林認為，電流體是由極奇奧妙的粒子所組成，這些粒子彼此之間相互排斥，但會被其它物質強烈吸引，因此，物質能像海綿一般地吸引與儲存電流體。當「雙流體理論」裡的玻璃電與琥珀電這兩種準物質相遇時，怎樣相互湮滅對方是一個棘手問題，富蘭克林的「單流體理論」不需要處理這問題，也能夠說明為什麼兩個帶正電物體會相互排斥，但不能對於為什麼兩個帶負電物體會相互排斥給出解釋。同時期，英國學者威廉·沃森也獨立給出類似的單流體理論:43-47:1112